# Caudipteryx
Genre
Espèces de rang inférieur
- † Caudipteryx zoui Ji et al., 1998
- † Caudipteryx dongi Zhou & Wang, 2000

Caudipteryx est un genre éteint de petits dinosaures théropodes du clade des Oviraptorosauria et de la famille des Caudipteridae. Il vivait au Crétacé inférieur, il y a environ 125 millions d'années. Ce genre de dinosaures à plumes incapables de voler est représenté par deux espèces : l'espèce type C. zoui, décrite en 1998, à partir de fossiles du biote de Jehol, découverts dans la formation d'Yixian située dans la province du Liaoning, dans le nord-est de la Chine et C. dongi, décrite en 2000.
Caudipteryx était peut-être herbivore, en raison de la présence de gastrolithes retrouvés dans l'estomac de certains spécimens,.

## Étymologie
Caudipteryx signifie queue ailée (caudi pour queue et ptéryx pour aile) car sa queue portait des plumes d'assez grande taille bien qu'il n'en portait pas que sur la queue.

## Découvertes

Comparaison de taille entre Caudipteryx et un humain.

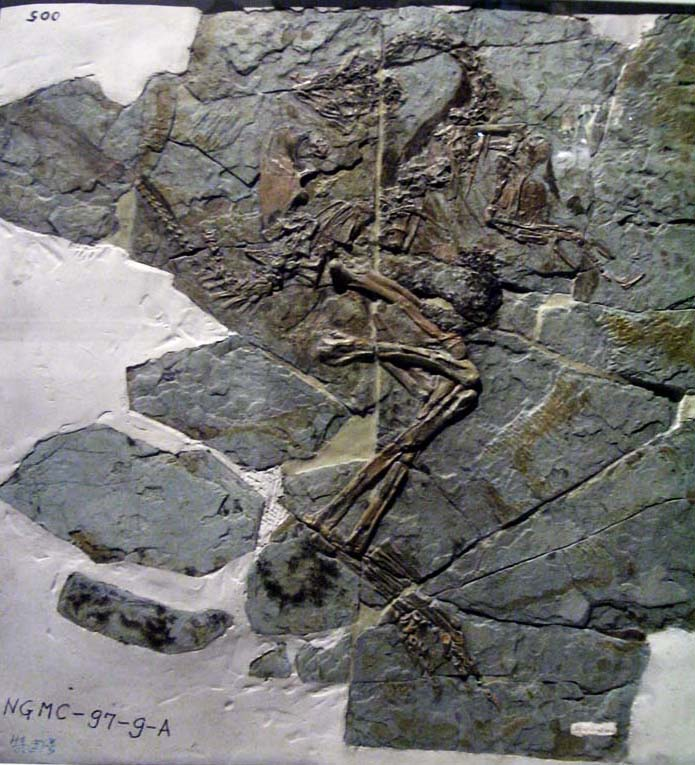
Spécimen NGMC 97-9-A de Caudipteryx zoui.

Les fossiles de Caudipteryx ont été découverts dans la formation d'Yixian, datée du Barrémien, dans la province chinoise du Liaoning. Cette formation géologique a également livré de nombreux autres spécimens de dinosaures, dont ceux de Dilong, Sinornithosaurus, Sinosauropteryx et de Psittacosaurus. L'espèce type Caudipteryx zoui a été décrite en 1998 à partir de deux spécimens, l'holotype NGMC 97-4-A et le paratype NGMC 97-9-A. Une deuxième espèce, Caudipteryx dongi, a été nommée deux ans plus tard. Son holotype est répertorié sous le numéro IVPP V 12344. En 2000, deux squelettes presque complets, plus petits que ceux déjà connus, ont été décrits. Le spécimen BPM 001 dont le sternum est plus grand que celui de C. dongi, a été rangé dans l'espèce C. zoui. Sur le second spécimen, IVPP V 12430, le sternum n'a pas été préservé et l'animal a simplement été classé comme Caudipteryx sp..

## Description

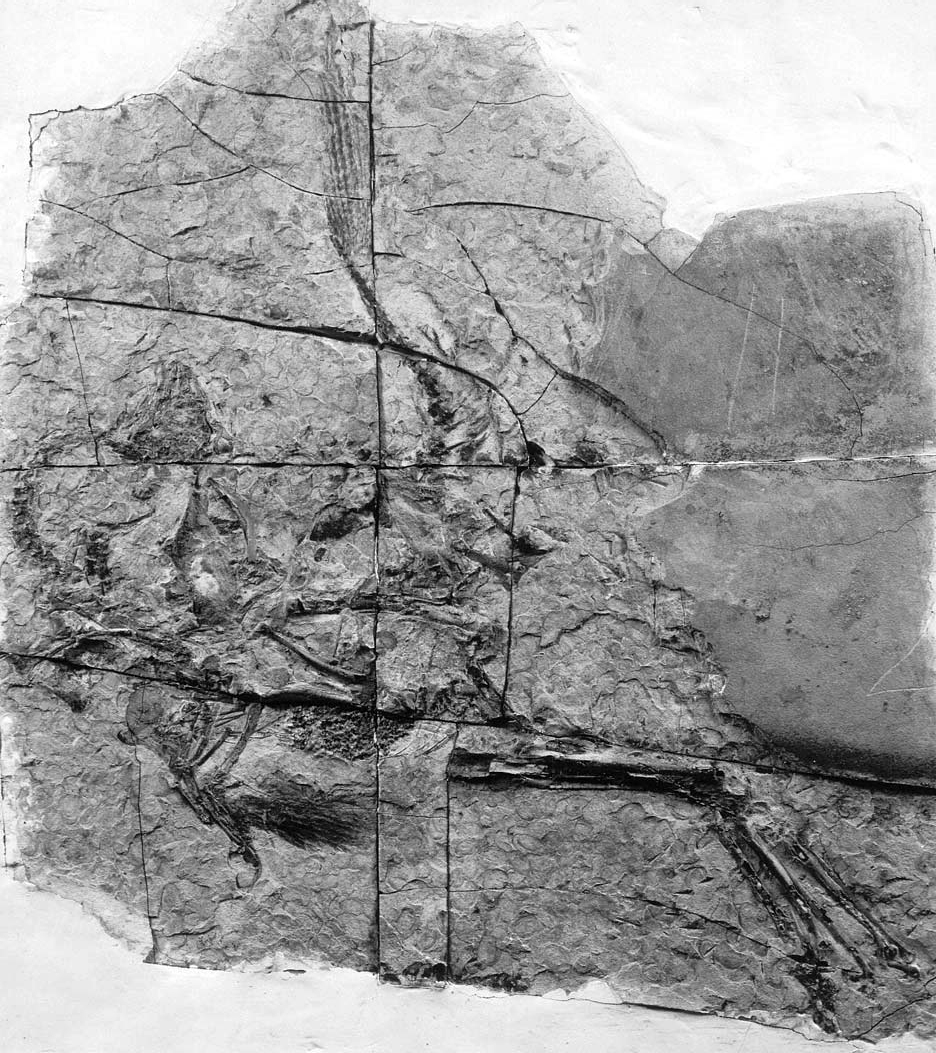
Holotype de Caudipteryx zoui (NGMC 97−4−A) présentant des empreintes de plumes et le contenu préservé de son estomac.

Caudipteryx est un petit dinosaure d'un mètre de long environ portant un duvet et de longues plumes sur les pattes avant et la queue. Ses bras sont courts et ses jambes sont longues, indiquant qu'il pouvait courir rapidement, caractéristique présente chez d'autres oviraptorosaures. Avec 22 vertèbres caudales, il possède une courte queue,,.
Les mains de Caudipteryx supportent des plumes symétriques possédant des aubes et des barbes, mesurant entre 15 et 20 centimètres de long. Ces plumes primaires sont organisées en éventail le long du deuxième doigt, tout comme les rémiges primaires des oiseaux et d'autres maniraptoriens. Aucun fossile de Caudipteryx zoui ne conserve des rémiges secondaires attachées aux avant-bras, que l'on trouve chez les droméosauridés, Archaeopteryx et les oiseaux modernes. Soit ces plumes sur les avant-bras n'ont pas été conservées, soit Caudipteryx n'en possédait pas. Des plumes existaient sur sa queue courte : onze plumes ont été conservées à cet endroit sur le côté gauche de l'holotype de Caudipteryx zoui, vraisemblablement combinées avec onze autres plumes de l'autre côté de la queue. La faible longueur et la symétrie des plumes, ainsi que la faible longueur des bras par rapport à la taille du corps, indiquent que Caudipteryx était incapable de voler,,.

## Classification

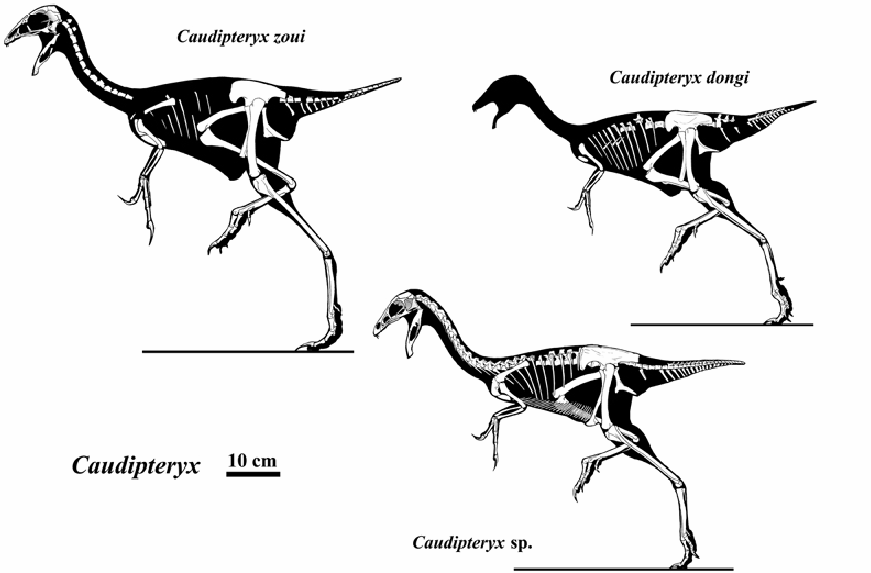
Reconstitution du squelette de trois spécimens.

Caudipteryx fait l'objet de débats quant à sa classification — oiseau ou dinosaure (non avien). Un consensus fondé sur plusieurs analyses cladistiques indique que Caudipteryx est un représentant basal des Oviraptorosauria, groupe de dinosaures théropodes non aviens. Incisivosaurus est l'un des seuls membres qui est plus primitif que Caudipteryx,. Lors de la description d'Anzu wylei, membre de la famille des Caenagnathoidea, l'analyse de Lamanna et ses collègues en 2014 a mené au cladogramme suivant montrant la place de Caudipteryx parmi les Oviraptorosauria :
|  | Similicaudipteryx yixianensis                                          |
|  |                                                                        |
|  | \| \| Caudipteryx zoui \| \| \| \| \| \| Caudipteryx dongi \| \| \| \| |
|  |                                                                        |
|  | Caudipteryx zoui                                                       |
|  |                                                                        |
|  | Caudipteryx dongi                                                      |
|  |                                                                        |

|  | Caudipteryx zoui  |
|  |                   |
|  | Caudipteryx dongi |
|  |                   |

|  | Avimimus portentosus |
|  |                      |
|  | Caenagnathoidea      |
|  |                      |

|  | Similicaudipteryx yixianensis                                          |
|  |                                                                        |
|  | \| \| Caudipteryx zoui \| \| \| \| \| \| Caudipteryx dongi \| \| \| \| |
|  |                                                                        |
|  | Caudipteryx zoui                                                       |
|  |                                                                        |
|  | Caudipteryx dongi                                                      |
|  |                                                                        |

|  | Caudipteryx zoui  |
|  |                   |
|  | Caudipteryx dongi |
|  |                   |

|  | Avimimus portentosus |
|  |                      |
|  | Caenagnathoidea      |
|  |                      |

|  | Similicaudipteryx yixianensis                                          |
|  |                                                                        |
|  | \| \| Caudipteryx zoui \| \| \| \| \| \| Caudipteryx dongi \| \| \| \| |
|  |                                                                        |
|  | Caudipteryx zoui                                                       |
|  |                                                                        |
|  | Caudipteryx dongi                                                      |
|  |                                                                        |

|  | Caudipteryx zoui  |
|  |                   |
|  | Caudipteryx dongi |
|  |                   |

|  | Avimimus portentosus |
|  |                      |
|  | Caenagnathoidea      |
|  |                      |

|  | Similicaudipteryx yixianensis                                          |
|  |                                                                        |
|  | \| \| Caudipteryx zoui \| \| \| \| \| \| Caudipteryx dongi \| \| \| \| |
|  |                                                                        |
|  | Caudipteryx zoui                                                       |
|  |                                                                        |
|  | Caudipteryx dongi                                                      |
|  |                                                                        |

|  | Caudipteryx zoui  |
|  |                   |
|  | Caudipteryx dongi |
|  |                   |

|  | Avimimus portentosus |
|  |                      |
|  | Caenagnathoidea      |
|  |                      |